# David Liba'i
David Liba'i, hebrejsky דוד ליבאי‎‎ (22. října 1934 Tel Aviv – 24. prosince 2023) byl izraelský politik a bývalý poslanec Knesetu za stranu Ma'arach a Stranu práce.

## Biografie
Narodil se 22. října 1934 v Tel Avivu. Sloužil v izraelské armádě, kde získal hodnost majora (Rav Seren). Vystudoval právo na Hebrejské univerzitě a na Chicagské univerzitě. Pracoval pak jako právník a profesor práva. Hovořil hebrejsky a anglicky.

## Politická dráha
Předsedal izraelské asociaci právníků, byl ředitel kriminalistického institutu při Telavivské univerzitě, byl mluvčím ministerstva spravedlnosti a předsedou ústavního výboru Strany práce. Publikoval v denním tisku i v odborných právnických periodikách.
V izraelském parlamentu zasedl poprvé po volbách v roce 1984, v nichž kandidoval za stranu Ma'arach, do níž se tehdy sdružila i Strana práce. Byl členem výboru pro jmenování soudců, výboru ústavy, práva a spravedlnosti, výboru House Committee a předsedal výboru státní kontroly. Mandát obhájil po volbách v roce 1988, stále za formaci Ma'arach. Zastával post předsedy výboru státní kontroly, člena výboru pro status žen, výboru ústavy, práva a spravedlnosti, výboru pro jmenování soudců, výboru pro televizi a rozhlas a výboru překladatelského. Opětovně byl zvolen ve volbách v roce 1992, nyní už za samostatně kandidující Stranu práce.
Zvolení se dočkal i ve volbách v roce 1996. Mandátu se ale vzdal předčasně, již v říjnu 1996. Nahradil ho Ejtan Kabel.
Má za sebou i vládní posty. V letech 1992–1996 byl ministrem spravedlnosti. V období červen až červenec 1995 zároveň zastával funkci ministra vnitra.